# Kati Piri
Kati Piri (ur. 8 kwietnia 1979 w Celldömölk) – holenderska polityk węgierskiego pochodzenia, działaczka partyjna i działaczka organizacji pozarządowych, posłanka do Parlamentu Europejskiego VIII i IX kadencji, deputowana do Tweede Kamer.

## Życiorys
Kati Piri urodziła się w zachodnich Węgrzech, jej ojciec uciekł z kraju podczas powstania z 1956, po pobycie w Austrii zamieszkał w Holandii. Kati Piri do czwartego roku życia byłą wyłącznie węgierskojęzyczna.
Ukończyła szkołę średnią w Utrechcie. Studiowała pedagogikę, a następnie stosunki międzynarodowe na Uniwersytecie w Groningen. Zaangażowała się w działalność polityczną w ramach Partii Pracy, pracowała jako doradca polityczny delegacji PvdA w Parlamencie Europejskim (2006–2008). W 2008 przez kilka miesięcy była zatrudniona jako koordynatorka w jednej z fundacji, następnie do 2011 pracowała w grupie socjalistycznej w PE. Objęła później stanowisko koordynatorki programu dla Kaukazu Południowego i Mołdawii w holenderskim instytucie NIMD zajmującym się wspieraniem pluralizmu politycznego w tzw. młodych demokracjach.
W 2014 z ramienia swojego ugrupowania została wybrana do Europarlamentu VIII kadencji. W 2019 z powodzeniem ubiegała się o reelekcję. W 2021 uzyskała natomiast mandat deputowanej do Tweede Kamer. W 2023 została wybrana na kolejną kadencję z ramienia koalicji tworzonej przez Partię Pracy oraz Zieloną Lewicę.